# Château de Tournebut
Le château de Tournebut est un château français situé dans la commune d'Aubevoye dans le département de l’Eure et la région Normandie.
Le château fait l’objet d’une inscription à l'Inventaire général du patrimoine culturel.
Le bâtiment d'habitation et sa chapelle indépendante sont reconstruits lors de la seconde moitié du XIXe siècle.
L'historique est donc plus celui du lieu et de ses occupants que celui du bâtiment.

## Historique

### Introduction
La plus ancienne trace de Tournebut et de sa chapelle Notre-Dame remonte au XIIIe siècle.
Le site fut un fief attribué à de multiples seigneurs. Les travaux de Louis-Étienne Charpillon font état des noms et dates suivants :
Guillaume de Tournebu (1180), époux d'Agnès d'Aubevoie, veuve en 1232 - Richard de Tournebu (vers 1211/1232) auquel succédèrent Guillaume II (vers 1265) puis Guillaume III (vers 1290) - Le suivant Pierre de Tournebu se vit privé de ce bien au profit de l'archevêché de Rouen (Guillaume de Lestrange). Puis, en 1400, on voit apparaître un Jean d'Orléans puis son fils Jacques (vers 1413) - Retour à l'archevêque de Rouen Louis d'Harcourt (vers 1418-1422) puis cession à Jean de Ménilles par sa femme Catherine de Trousseauville - Sur ce, le roi d'Angleterre Henri V, le temps de sa reconquête de la Normandie, récompense successivement Perceval de Lindelay et Brian Cornewallis en leur attribuant le bien. Roger Mustel (1446) - Louis Le Pillois (1501) - En 1545, Olivier des Hayes tint le fief. Puis François Thésard, sieur des Essarts pour lequel le fief fut érigé en baronnie.

### Premier château
Compte tenu de la nature des lieux de l'époque, il faut considérer le château primitif comme situé au bas de la colline qui domine la Seine. Il n’était possible d’y accéder que par le haut, soit par l'actuelle commune de Villers-sur-le-Roule; un vaste marécage le séparait de la Seine. Il se composait de deux lourds pavillons de style Louis XIII accolés l’un à l’autre.
Mademoiselle Legras, chargée de mission de Vincent de Paul, en a la propriété de 1612 à 1631.
C’était une vaste demeure avec de grandes pièces surmontées d’un vaste grenier charpenté comme une cathédrale et couverte d’ardoises.
On assurait qu’il y avait dans les murailles des couloirs secrets, et qu’il recelait des cachettes introuvables.
La seigneurie passe à la famille de Marillac au XVIIe siècle par mariage de Guillaume de Marillac avec Geneviève de Bois-L'Évêque (1594), dame de Tournebut. Leur fils, le maréchal Louis de Marillac, en est propriétaire de 1613 à 1631 et y aurait installé un atelier clandestin de fausse monnaie lors de sa lutte contre le cardinal de Richelieu.

Le château de Tournebut en 1843, illustration de couverture de l'ouvrage de G. Lenotre.

Achille de Guersant, seigneur d'Aigremont, acquiert cette partie des biens qui nous occupent. Son fils est à l'origine de la transformation du manoir des origines en un château relaté en 1687 comme étant "deux pavillons neufs non encore achevés". Par la suite, le bien est dévolu à la famille Hubert, notables, conseillers au parlement de Rouen. Or le nom d'Hubert est celui de la mère d'un personnage fort particulier.
Il s'agit en effet de la marquise de Combray. Le château s'illustre dès lors sous la période de la Révolution et de l'Empire, durant laquelle il est un haut lieu de chouannerie normande.
Le fils aîné de la marquise, Hélie de Bonœuil, y mourut en 1846.

### Second château

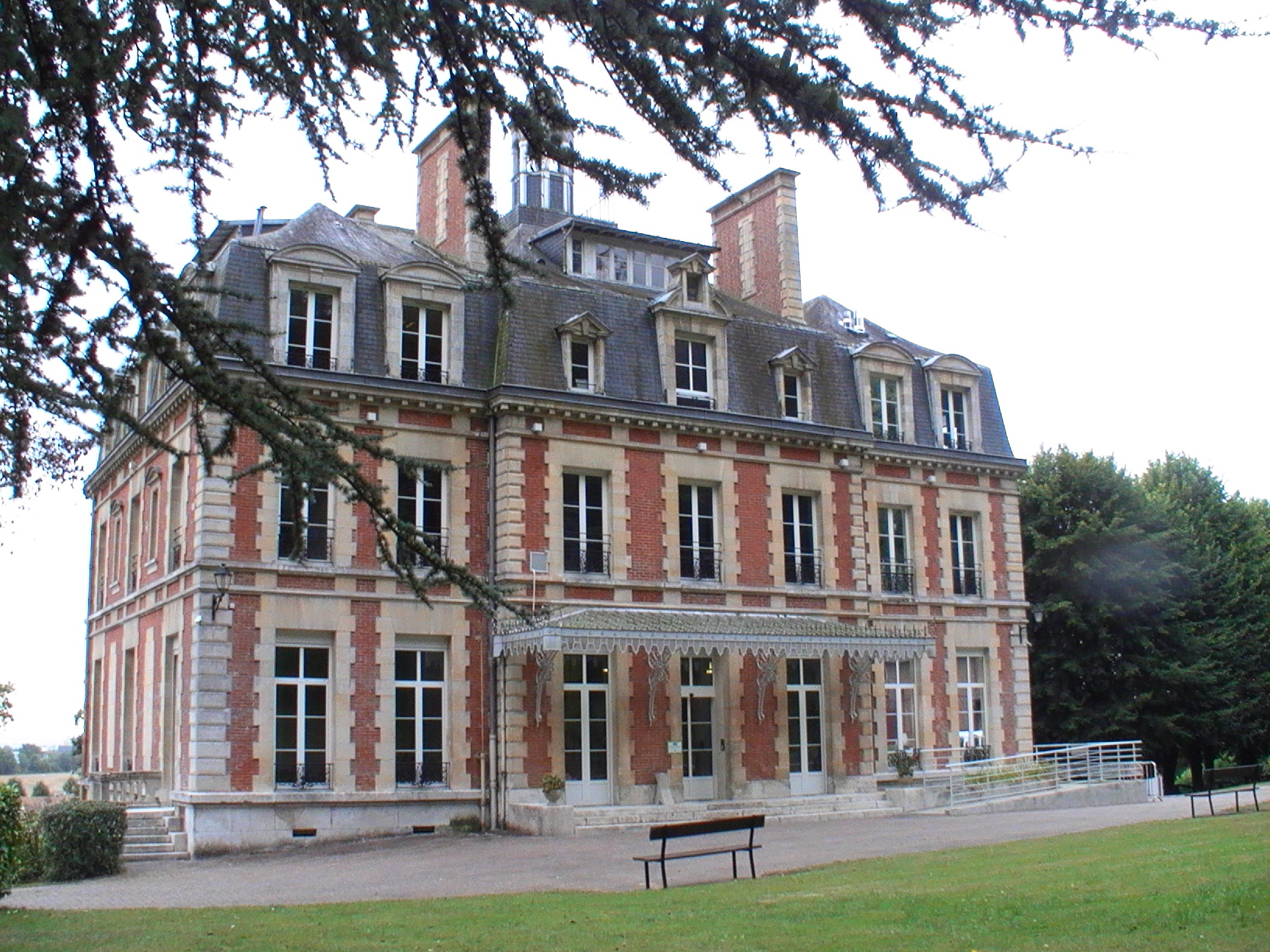
Façade côté colline par laquelle se faisait encore l'accès sous la Restauration.

En 1856, le domaine revient à Marcellin Robert de Saint-Victor, marié à la petite-fille de la marquise, Eudoxie Clara Fiska Hélie de Combray. Il fit achever deux ans plus tard le château dans son apparence actuelle.
Monsieur Antoine Joseph Hébert (1815-1899), chevalier de la Légion d'honneur, maire du 3e arrondissement de Paris, acquiert la propriété en dernier lieu puis, par alliance, le château échoit à la famille Levillain.
Une carte postale établirait la propriété du site à la Mutuelle des Douanes dans les années 1950.
Le rachat par la commune était comme une évidence.

### La chapelle Notre-Dame
En 1965, le rédacteur de l'ouvrage "Aubevoye et son passé" (op. cit.) peut écrire que cette chapelle est visible de la route de Villers. Au sous-sol seraient déposés les restes de divers personnages non évoqués plus avant ayant habité le hameau de Tournebut.
On parvient difficilement à documenter cet édifice, si ce n'est une rare carte postale non datée. Peu d'illustrations de cette chapelle sont accessibles, pas moins que de littérature. Aussi celles de la galerie ci-dessous et ce paragraphe inciteront-ils à sa redécouverte et sa mise en valeur.

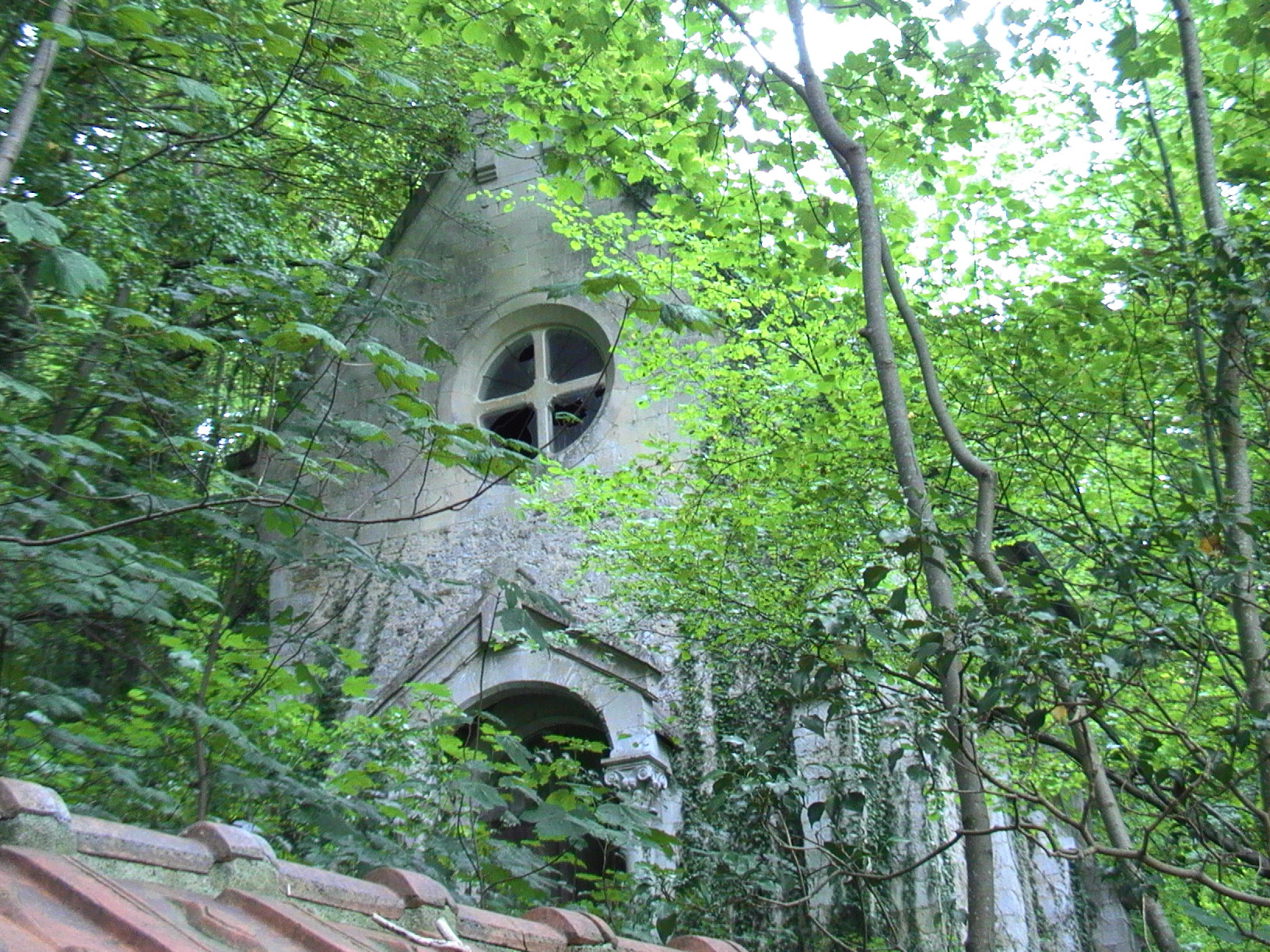
La chapelle sous les frondaisons - 1
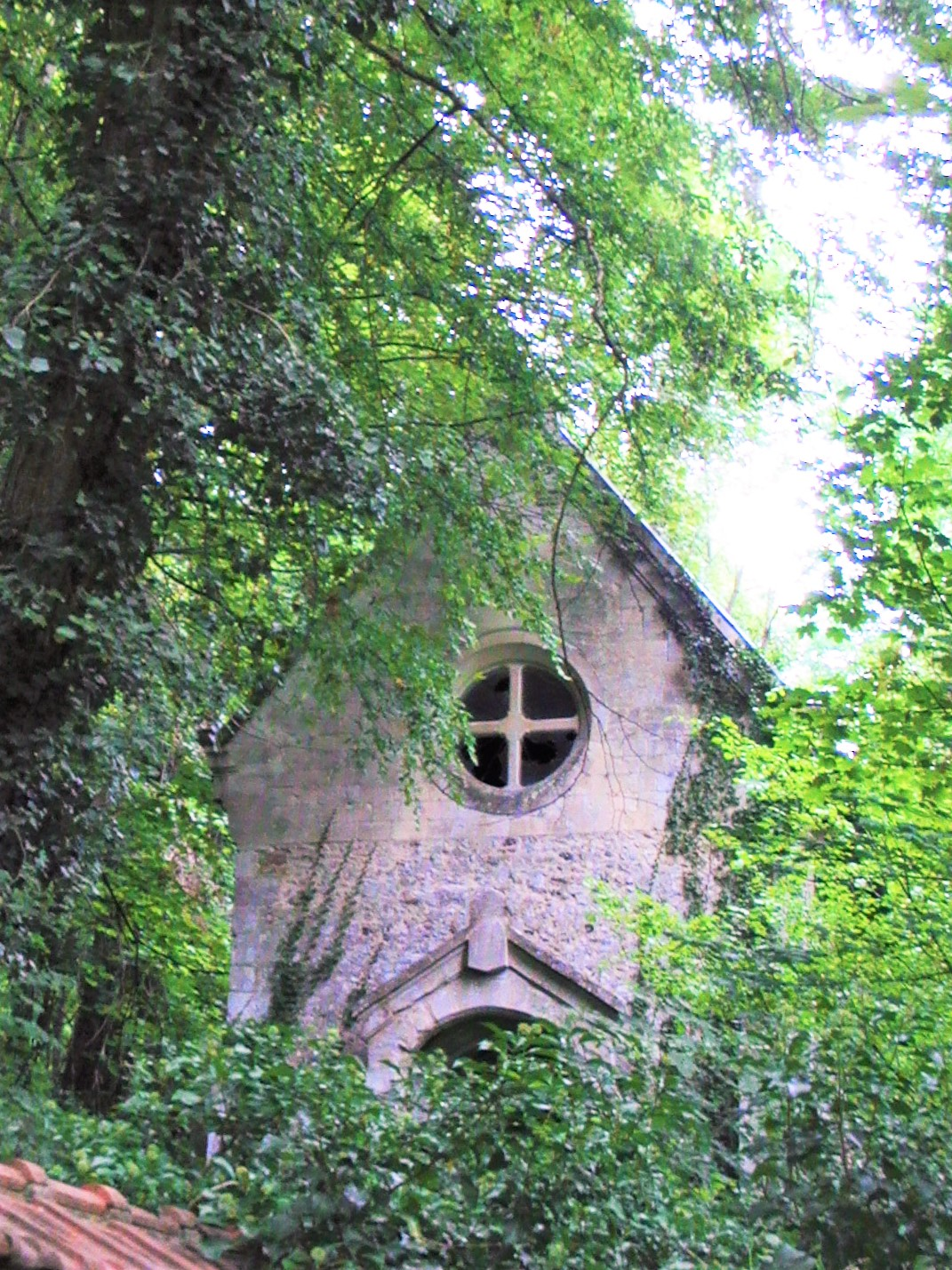
La chapelle sous les frondaisons - 2
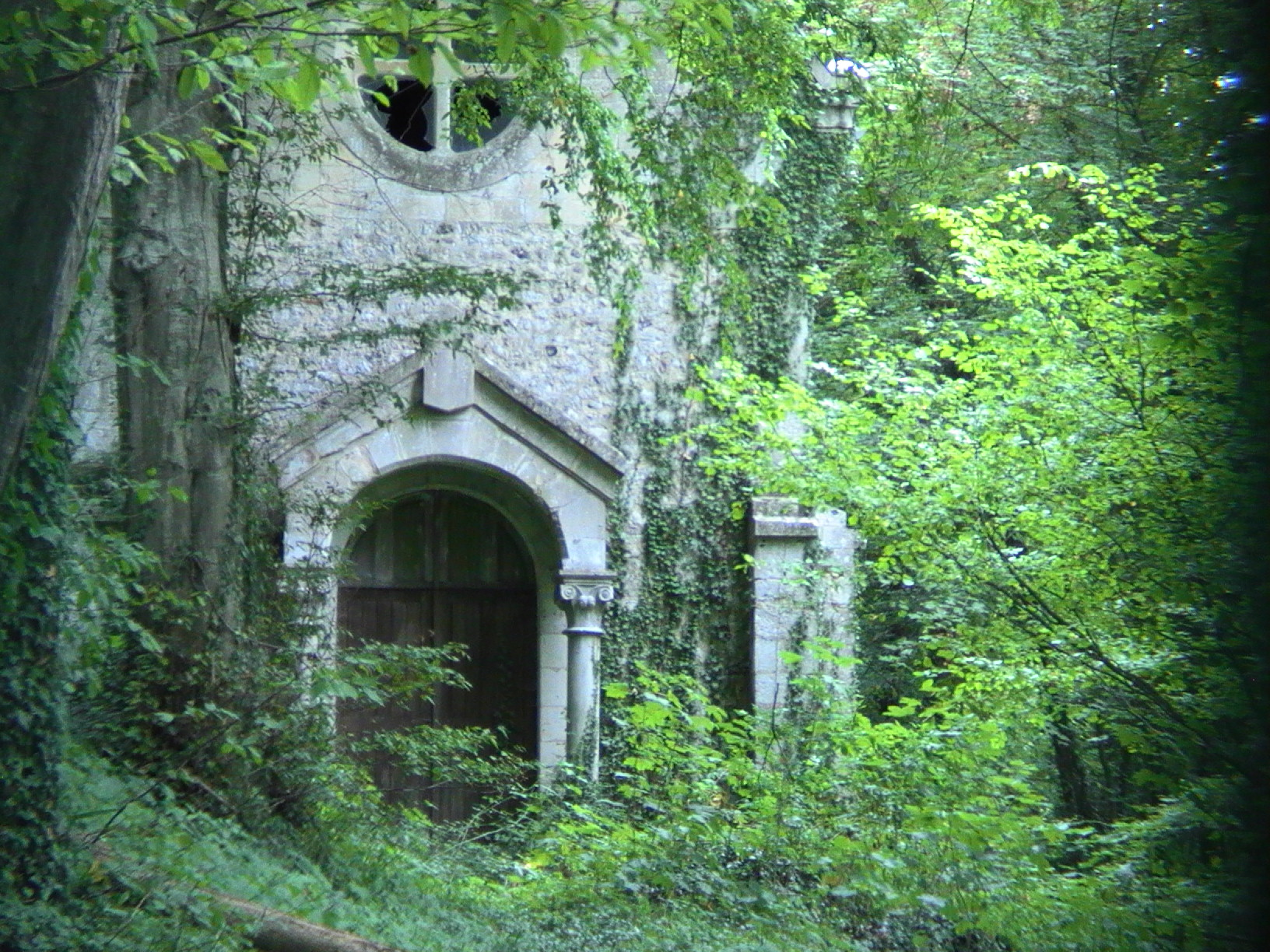
La chapelle sous les frondaisons - 3

### Aménagements complémentaires
Suivant illustrations de la galerie

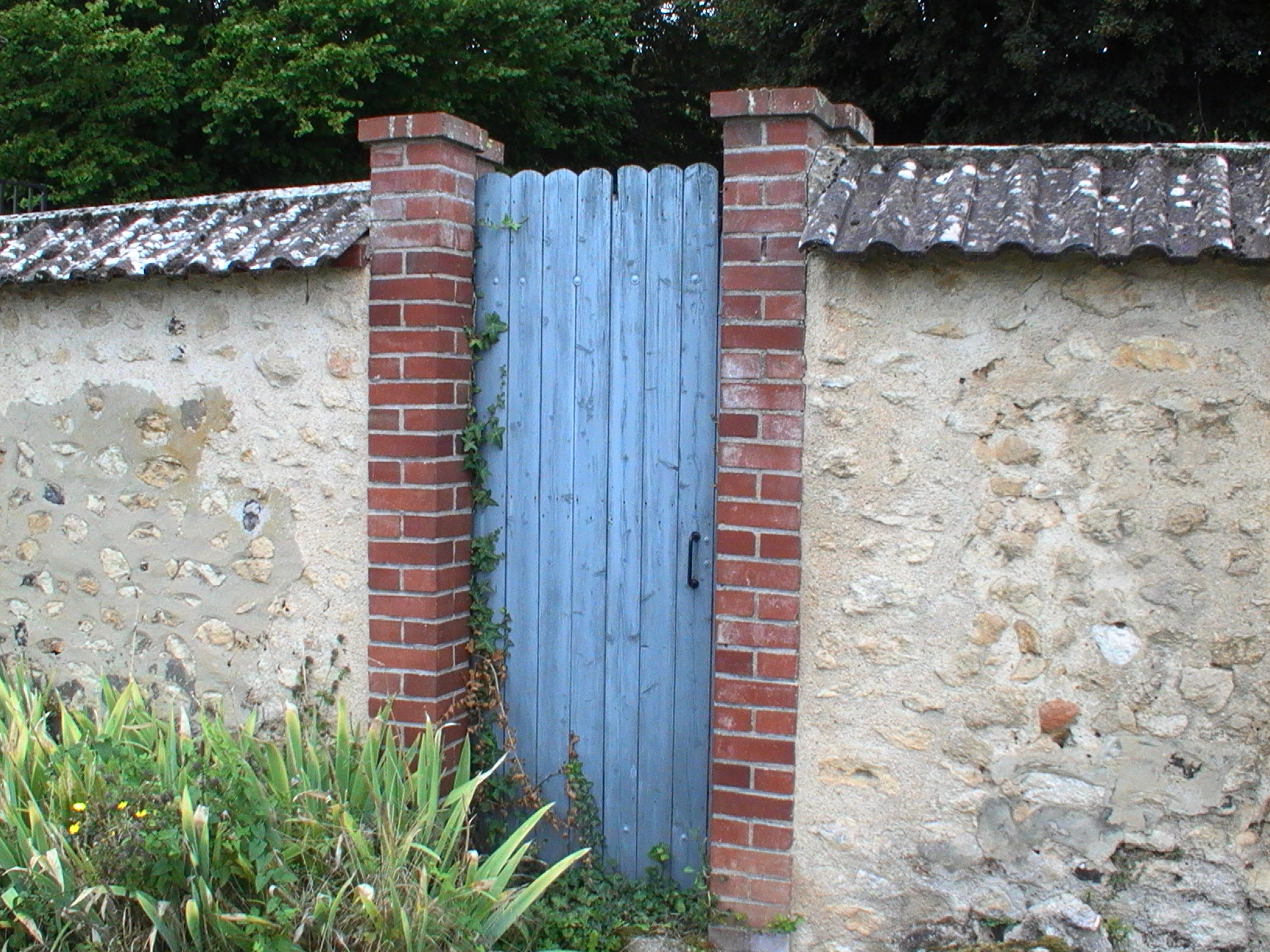
Accès au domaine pour les visiteurs à pied, qui ont la clé...
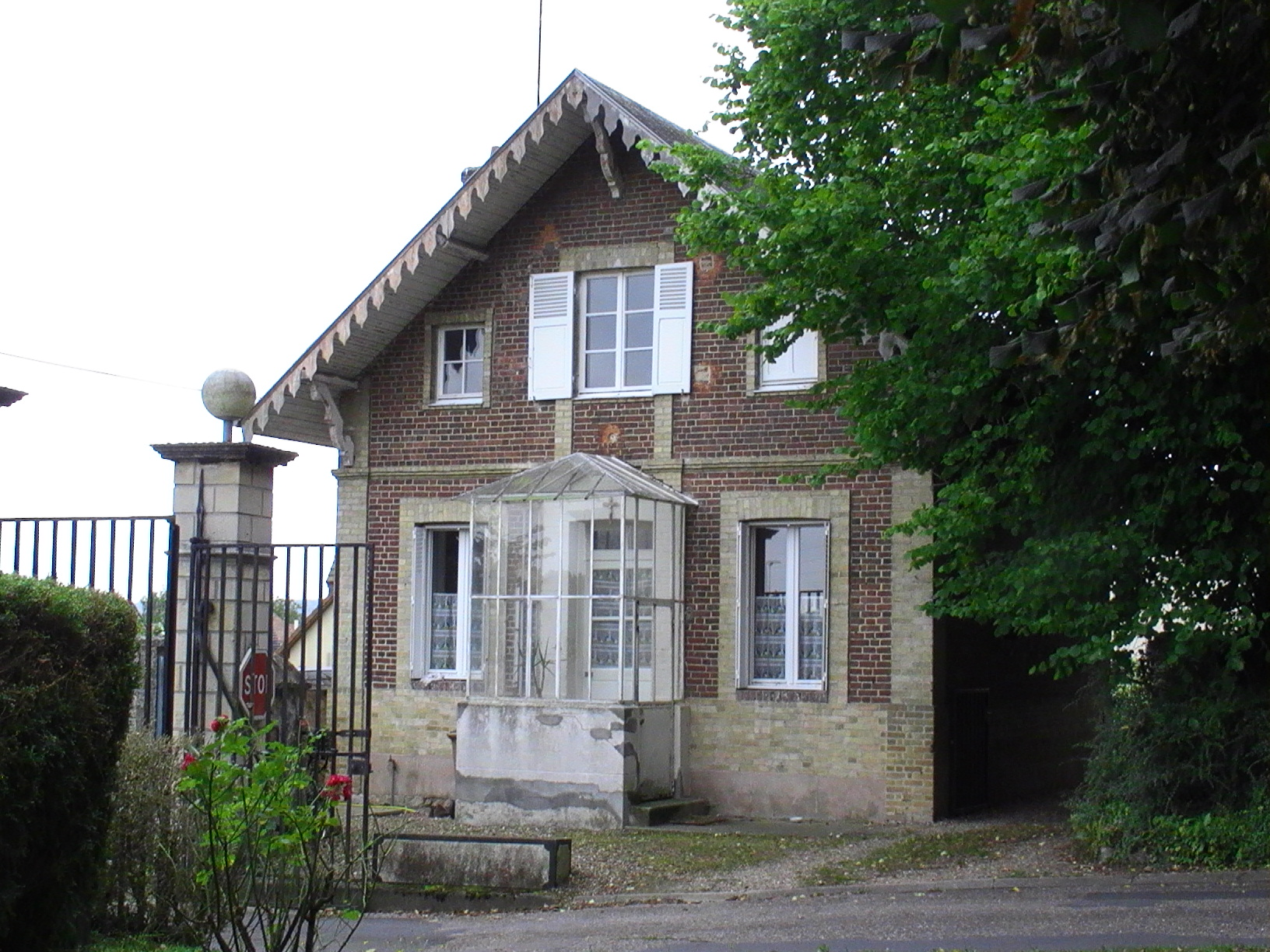
Pavillon à l'entrée du domaine - accès pour véhicules.
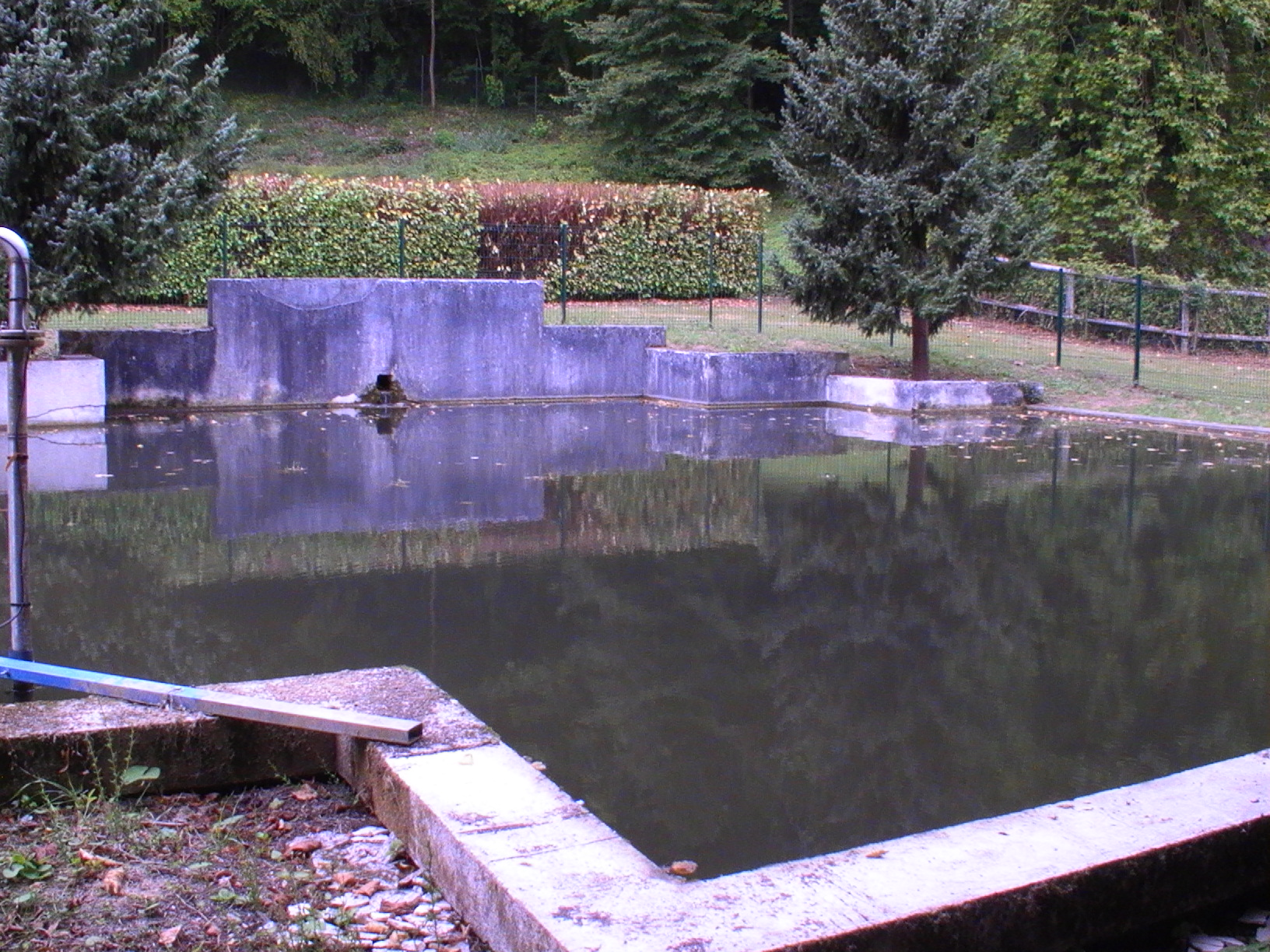
Pièce d'eau alimentée par l'une des nombreuses sources de la colline.

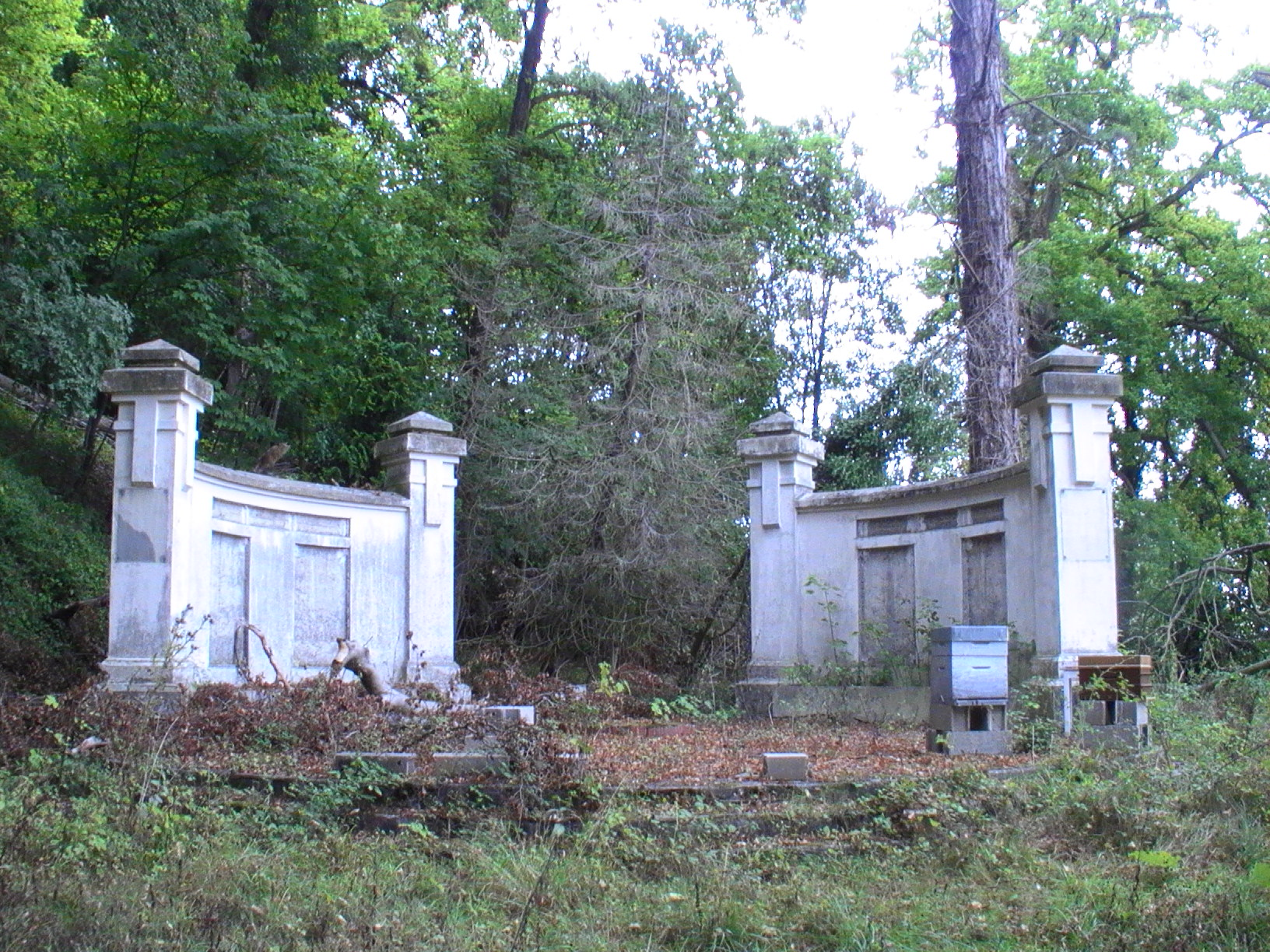
Petite terrasse avec vue sur la Seine - ensemble.
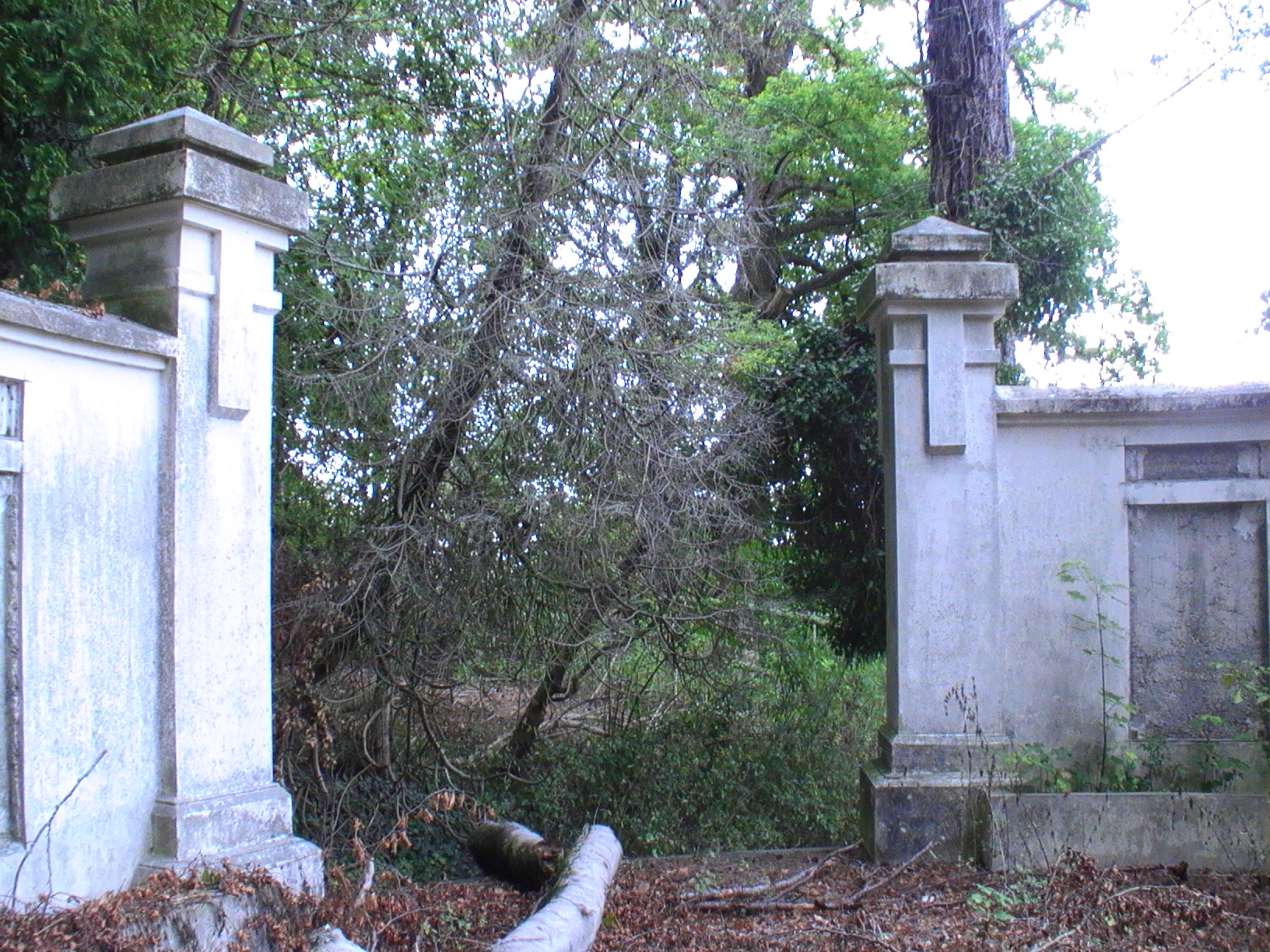
Petite terrasse avec vue sur Seine - vue rapprochée.
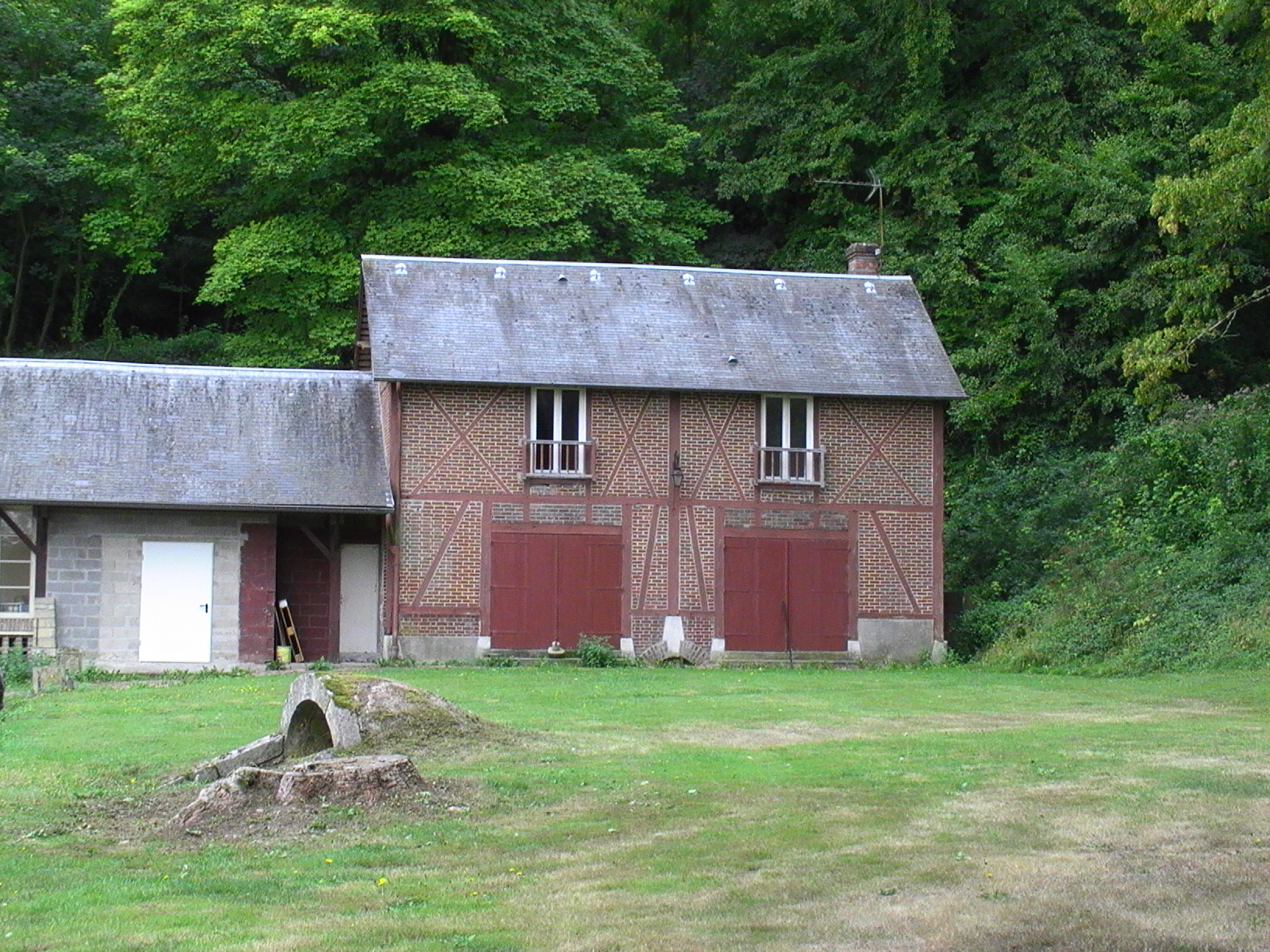
Dépendances du château - au premier plan, un accès au souterrain.
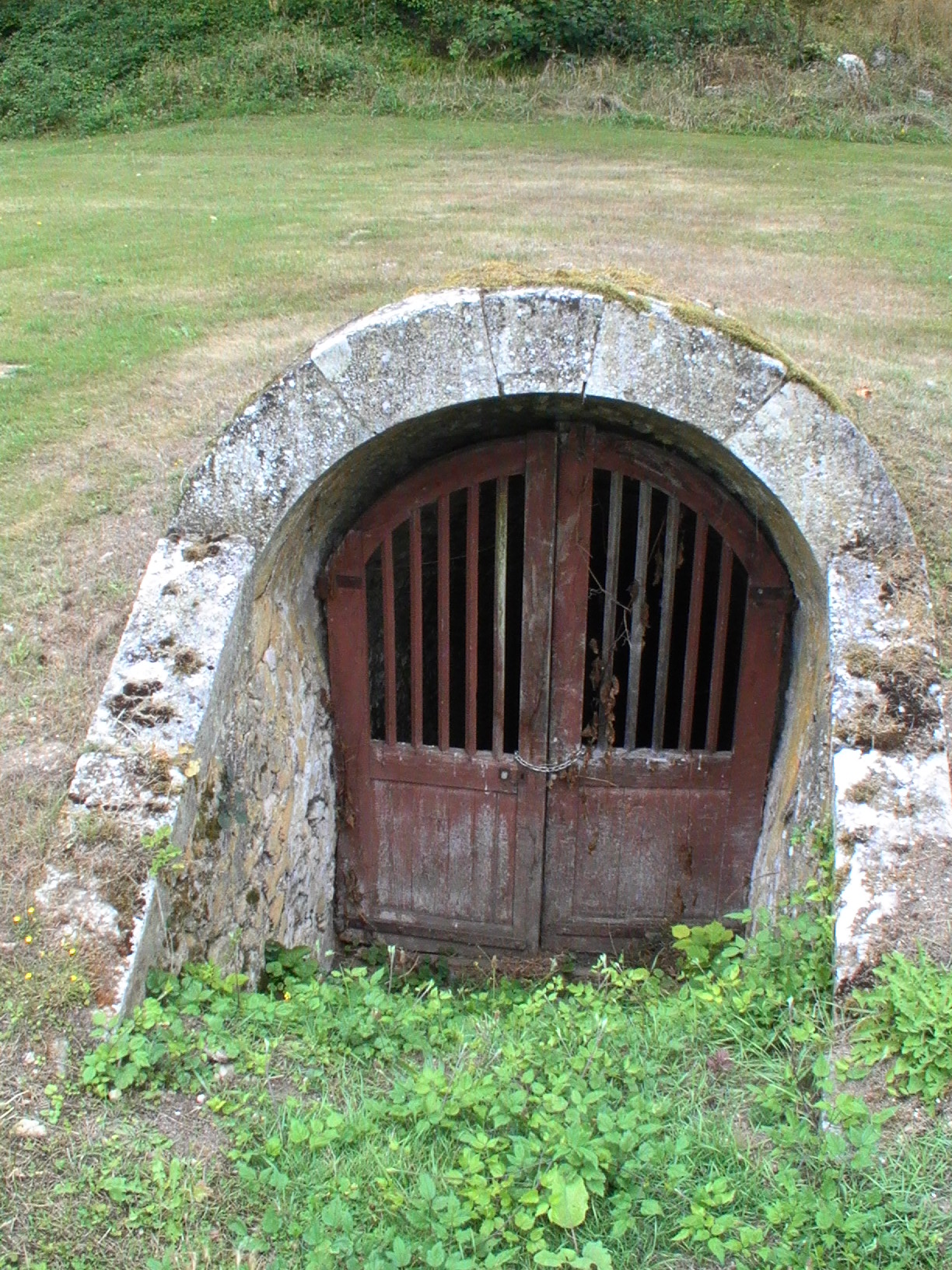
Accès au souterrain : que s'y trouve-t-il ?

### Tour du "Moulin Brûlé"
Quelque deux cents ans après le décès de la marquise de Combray, on pourrait à l'évidence avancer qu'il s'agit d'un ancien donjon !
« La tour dont on parle paraît bien avoir été primitivement l'un de ces postes de garde et de surveillance construits, sur les hauteurs, de Mantes à Paris, tels que la grosse tour de la Montjoye, dont le fossé est bien reconnaissable dans la forêt de Marly.
Quelques-unes de ces tours furent converties en moulins ou en pigeonniers. La nôtre, dont le dernier étage et le toit en poivrière ont été démolis et remplacés par une plate-forme, à une date indéterminée, fut flanquée d'un moulin de bois, incendié avant la Révolution ; car il ne figure pas sur la carte de Cassini qui signale tous ceux de la contrée.
M. Constantin et M. l'abbé Drouin, curé d'Aubevoye, très au fait des traditions locales, indiquent la grotte de l'Hermite, et procèdent à la visite en 1890.
En 1800, le domaine comprenait les bois qui couvrent le coteau et à l'extrémité desquels, sur la hauteur, se trouvait une vieille tour, ancien moulin à vent, bâti au-dessus de profondes carrières et qu'on appelait la "Tour du Moulin Brûlé" ou de "l'Ermitage".
C'est sous ce dernier nom qu'elle figure sur les plans anciens du pays ; elle le devait au souvenir d'un solitaire qui avait vécu dans ces carrières pendant de longues années et qui y était mort vers la fin du règne de Louis XV, laissant dans toute la région une grande réputation de sainteté.
Pour s'y rendre, il fallait s'y prendre par une montée rude, faire la route à pied et conduire son cheval par la bride, en plein bois, grimpant toujours et surpris d'aller chercher si loin et si haut une habitation donnée comme voisine du château, surgissant au débouché du sentier sur une clairière.
La vieille tour ronde se dressait, surmontée d'une plate-forme, sans autre ouverture que la porte d'entrée, et des meurtrières en guise de fenêtres.
Le plateau était déboisé sur un large espace, entouré de grands arbres et de jeunes taillis, avec une éclaircie sur la Seine et une belle vue qui s'étendait au loin sur la campagne. À l'écart, une cabane de jardinier et un petit potager à l'usage de l'occupant.
Il fallait, pour y entrer, franchir un petit fossé sur lequel deux planches reliées par une traverse faisaient office de pont. Une corde ajustée à l'un des côtés de ce tablier et glissant sur une poulie, permettait de le redresser de l'intérieur, contre la porte d'entrée, pour en doubler la fermeture.
Tout le rez-de-chaussée consistait en une seule chambre circulaire (à la fois salon, cuisine et salle à manger), avec table, chaises, buffet, etc. En face de la porte, dans l'embrasure du mur qui a bien partout deux mètres d'épaisseur, une fenêtre grillée éclairait si mal cette pièce que pour y voir clair, en plein jour, il fallait laisser la porte ouverte. D'un côté, la cheminée ; de l'autre, l'escalier de bois qui montait aux étages supérieurs ; sous l'escalier, une trappe solidement fermée par une grosse serrure : c'était la cave, condamnée, étant pleine de décombres.
Au premier étage, deux chambres séparées par une cloison ne recevaient du jour que par les meurtrières. Ambiance sinistre et glaciale...
Le deuxième étage était abandonné : la plate-forme est en très mauvais état, l'escalier impraticable et dangereux, les marches qui y conduisent, disjointes ou absentes.
Le jour de la visite (90 ans plus tard), la tour est toujours là, loin du château, au sommet d'une côte boisée, assez raide, et au centre d'une clairière, qui domine de très haut le cours de la rivière.
C'est une construction massive, trapue, de mine farouche avec des murs épais et de rares fenêtres si étroites qu'elles ont plutôt l'air de simples meurtrières.
Il n'y a plus trace de l'excavation qui précédait la porte d'entrée en 1800, et qui devait être le dernier vestige d'un ancien fossé. Le seuil franchi, voici la pièce circulaire ; au fond, faisant face à la porte, la fenêtre dont on a retiré les barreaux ; à gauche, une cheminée moderne qui remplace l'ancienne ; à droite, l'escalier en bon état. Sous l'escalier, la trappe a disparu, la cave étant abandonnée comme inutile. Elle ne pouvait prendre jour que sur le fossé ; en le comblant, on l'a aveuglée.
Au premier, comme au deuxième étage, où l'on a supprimé les cloisons, leur trace est encore très apparente, avec quelques fragments de papiers de tenture. Le peu de jour qui filtre par les fenêtres justifie la méprise avec une prison.
La plate-forme, d'où la vue est fort belle, a été remise à neuf, comme l'escalier. Mais, du rez-de-chaussée au faîte, tout concorde avec la description des témoins de l'époque.
Il reste à savoir comment du dehors on pouvait pénétrer dans la cave.
C'est au flanc du coteau qui descend vers la Seine, une ancienne carrière, en contrebas de la tour et sans communication apparente avec elle, mais située de telle sorte que, pour les relier, il suffisait d'un couloir de quelques mètres, rampant sous terre. La grotte étant aujourd'hui comblée en grande partie, l'entrée de ce boyau a disparu sous le remblai.
En la regardant — très innocente en apparence — sous sa chevelure de broussailles et de ronces, on croit voir quelque Chouan, à la clarté des étoiles, l'œil et l'oreille au guet, se jeter là, brusquement, comme un lièvre au gîte, pour aller dormir tout habillé, sur le grabat du deuxième étage.
Évidemment cette tour, machinée, comme toute l'habitation de Madame de Combray, était l'un des refuges que les Chouans s'étaient ménagés, des côtes de Normandie jusqu'à Paris, et dont ils avaient seuls le secret.»
Deux cents ans après les faits, ce récit condensé qui se termine, pensé par G. Lenotre, laisse place à des pierres qui tiennent encore debout, mais pour combien de temps..?

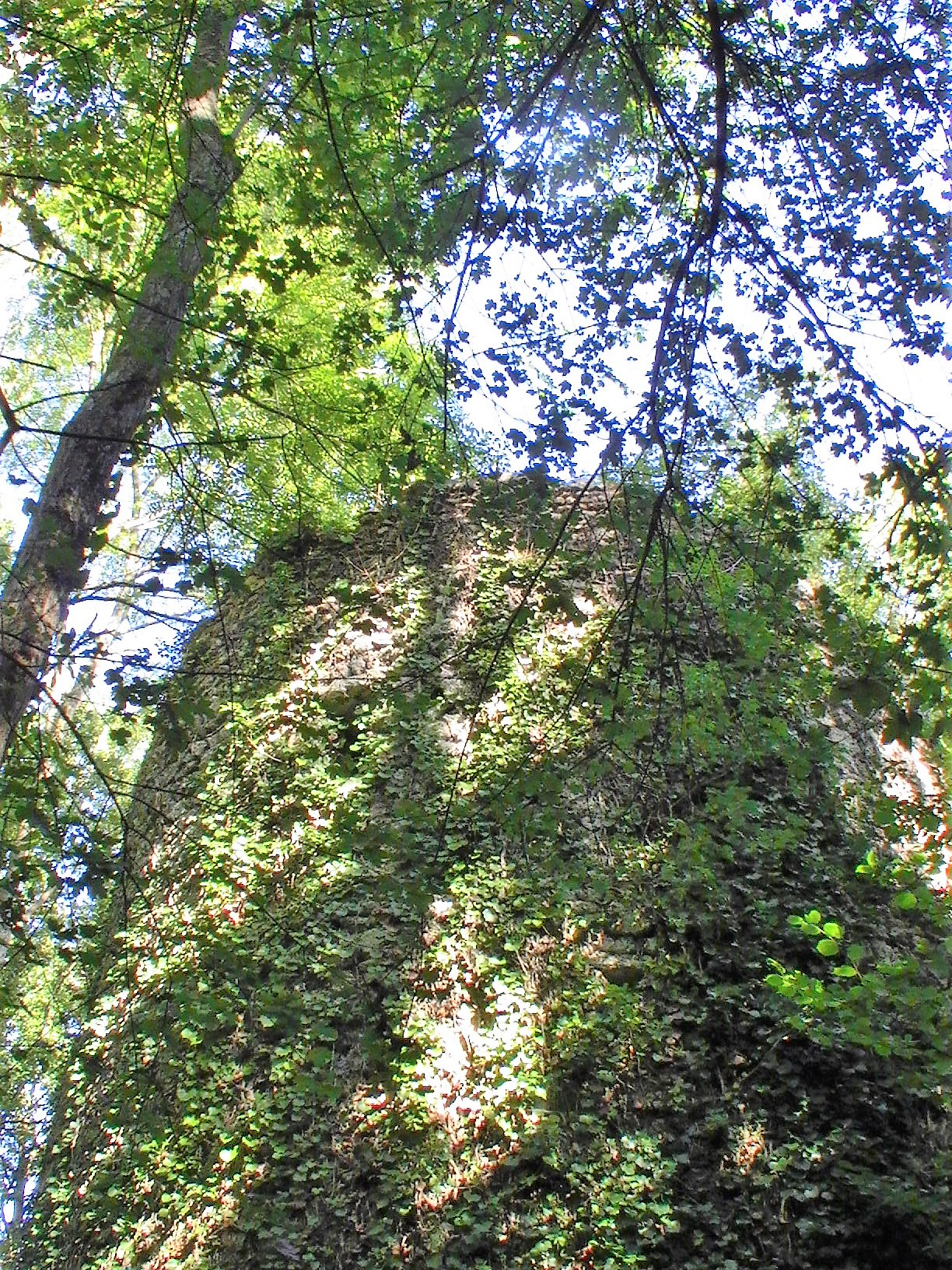
La tour surprend le visiteur, dissimulée par la végétation...
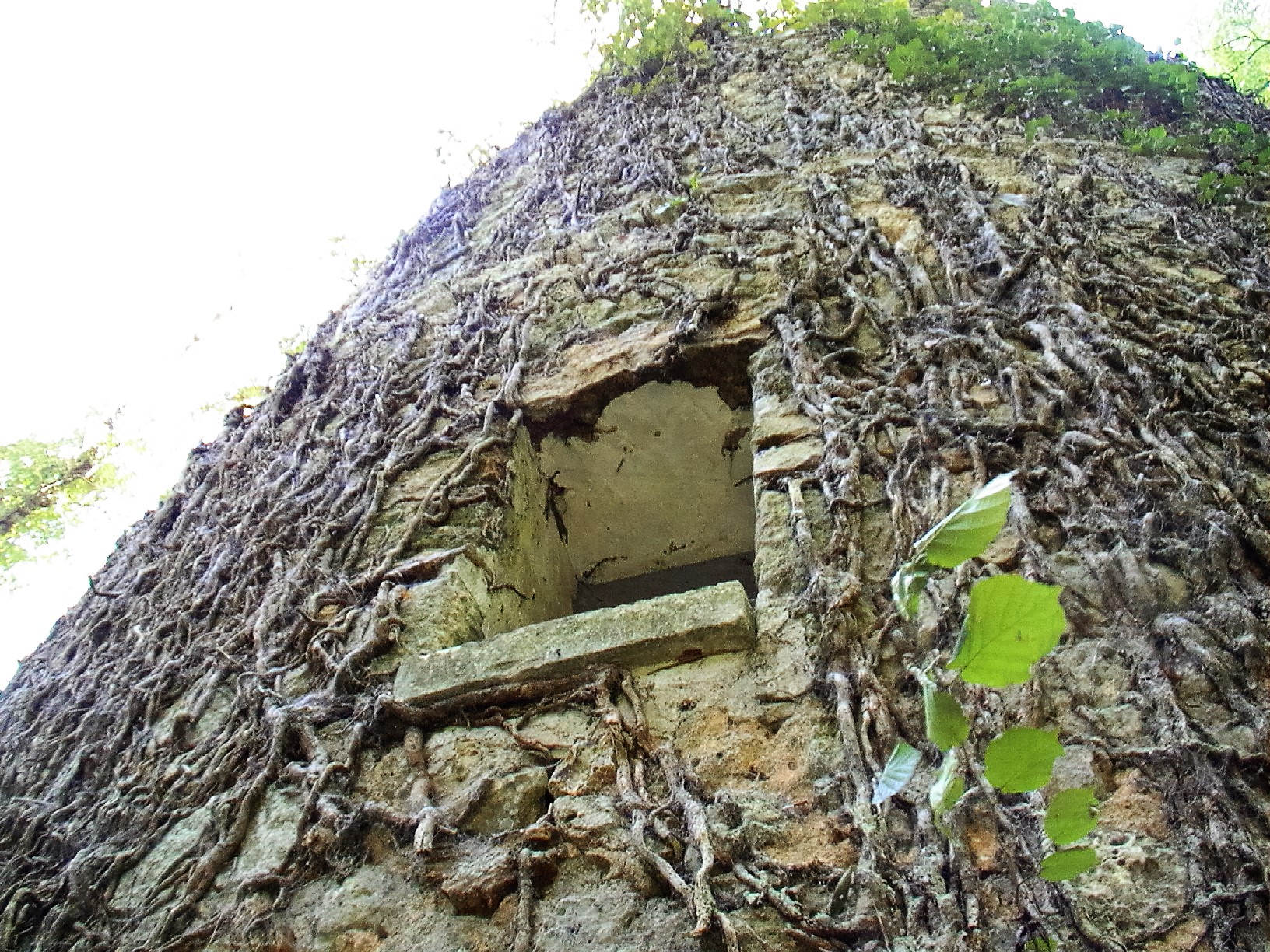
... mais aussi par sa masse de moellons imposante.
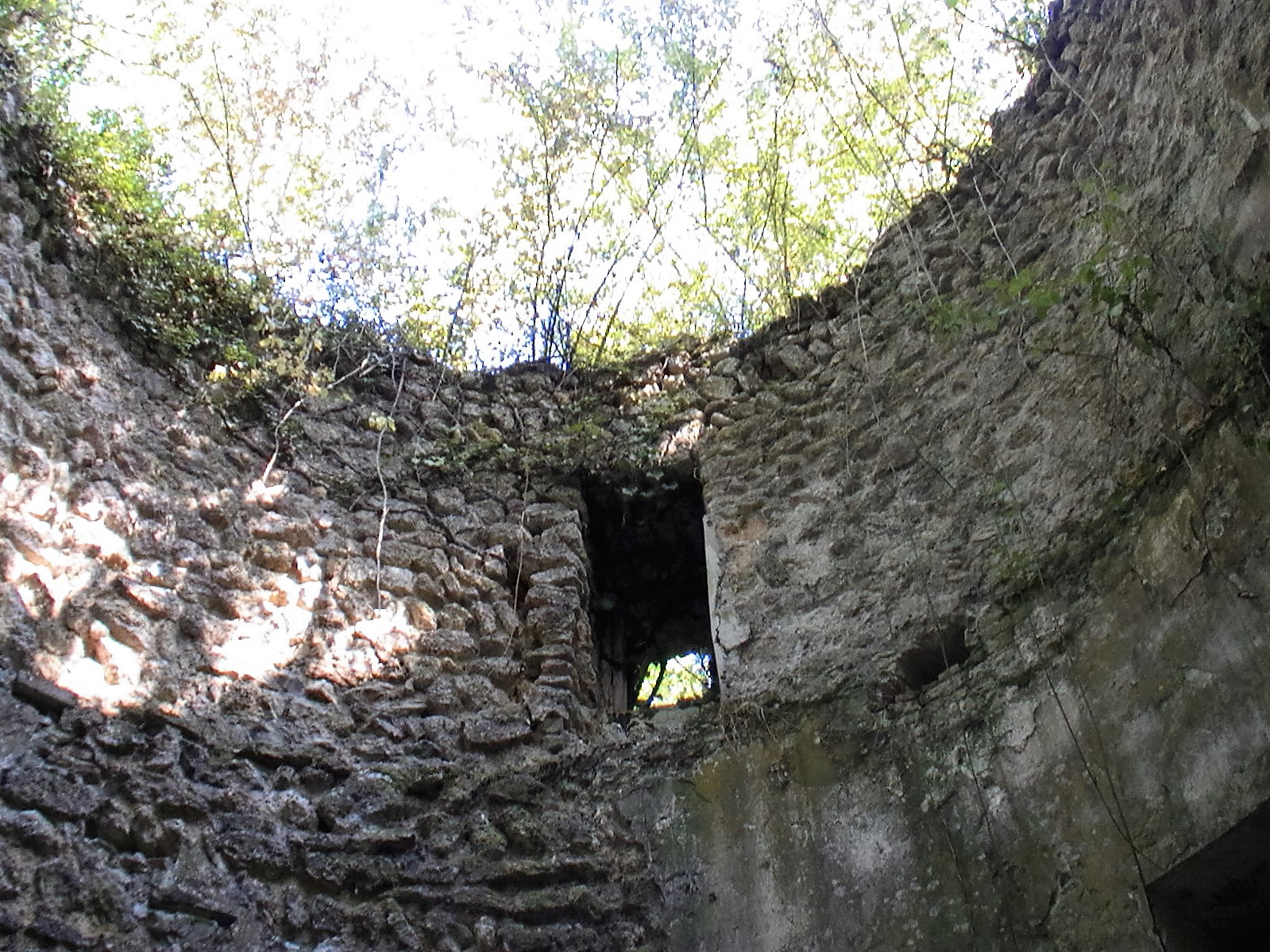
Si elle est à ciel ouvert...
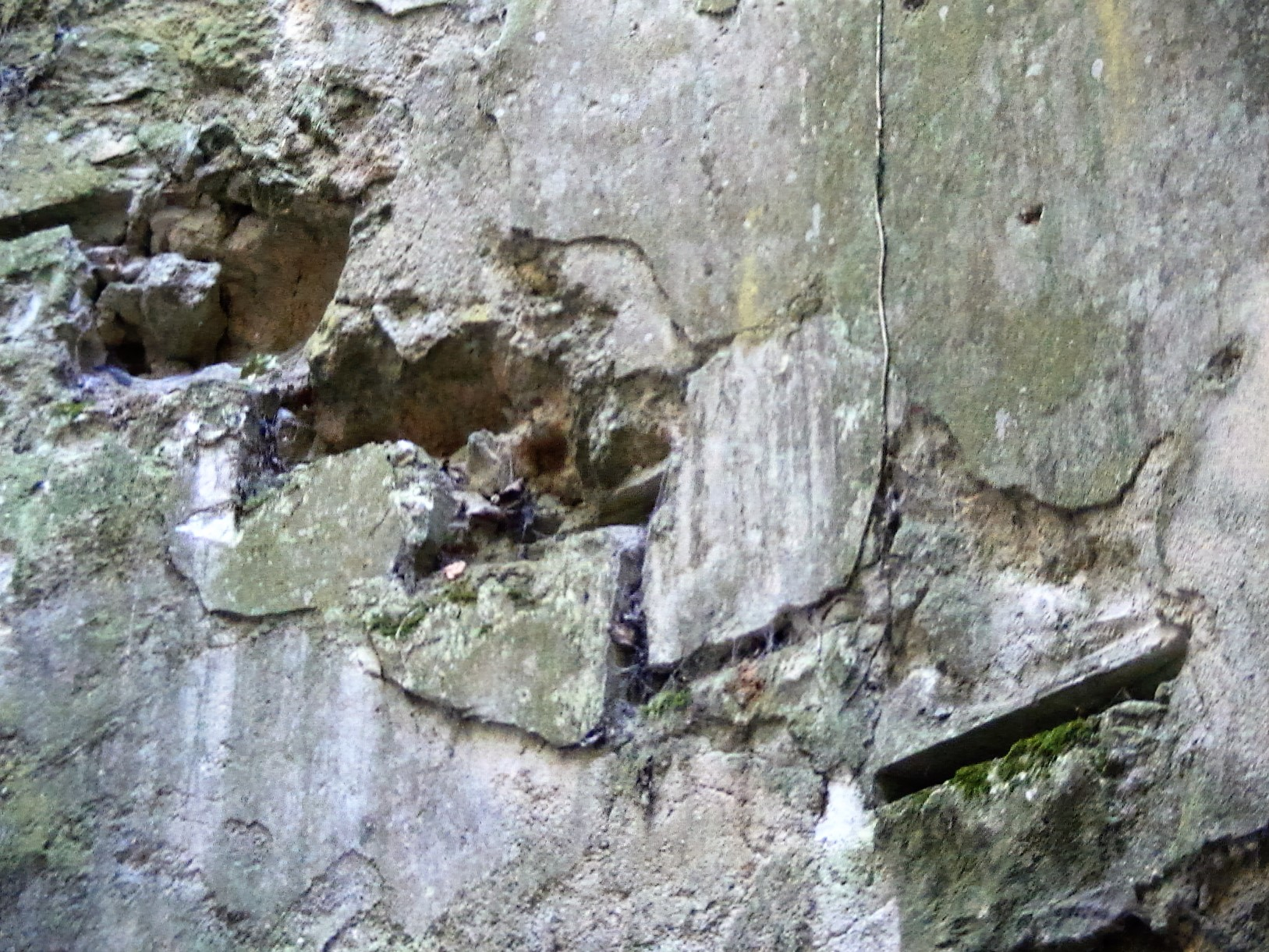
... on ne peut plus grimper dans les étages.